# Bernterode (Heilbad Heiligenstadt)
Bernterode is een plaats en voormalige gemeente in de Duitse deelstaat Thüringen, en maakt deel uit van de Landkreis Eichsfeld.
Bernterode telt  inwoners.
De gemeente maakte deel uit van de Verwaltungsgemeinschaft Ershausen/Geismar tot op 1 januari 2019 Bernterode werd opgenomen in de gemeente Heilbad Heiligenstadt.